# Peder Rosenstand-Goiske (dramaturg)
 Der er flere personer med dette navn, se Peder Rosenstand-Goiske.
Peder Rosenstand-Goiske (født 1752 i København, død 6. februar 1803 i Kalundborg) var en dansk dramaturg og jurist. Som 19-årig student udsendte han oktober 1771 anonymt det første nummer af Den dramatiske Journal, det ældste danske teaterblad.

## Uddannelse og virke
Rosenstand-Goiske blev undervist af faderen, den teologiske professor P. Rosenstand-Goiske (1704-69) og dimitteret som student 1769. Allerede da var den unge mand dybt inde i æstetiske og navnlig dramaturgiske studier; Lessings Hamburgische dramaturgie havde gjort et stærkt indtryk på ham, og han besluttede at give den et dansk sidestykke. Så udkom i oktober 1771 første nummer af Den dramatiske Journal, det ældste danske teaterblad, der til trods for dets korte levetid (to sæsoner) er en meget vigtig kilde til den nationale scenes historie.
En skarp kritik af teaterdirektøren Niels Krog Bredals syngespil Tronfølgen i Sidon æggede denne til at åbne en polemik mod den uvelkomne recensent fra selve scenens brædder med efterstykket Den dramatiske Journal, hvilket gav anledning til en mægtig skandale med slagsmål og tumult i selve teaterhuset. Det var denne »dramatiske Krig«, der affødte Ewalds De brutale Klappere. Et andet teaterhistorisk arbejde af Rosenstand-Goiske Kritiske Efterretninger om den danske Skueplads (1778—80) forblev i håndskrift og er først udgivet af Christian Molbech i 1839.
1780 blev Rosenstand-Goiske ansat som teatercensor, 1786-92 var han tillige medlem af teaterdirektionen. Samtidig virkede han som jurist. 1775 havde han taget dansk-juridisk eksamen, det følgende år blev han auditør, og 1783 efter at have bestået i latinsk-juridisk eksamen prokurator ved Højesteret. I tre år (1794-97) var han ansat som vicelagmand og lagmand i Norge, men trivedes ikke her.

## Om forståelsen af genren
Gerhard Schepelern skriver at Rosenstand bedømmer syngestykker som var det skuespil og ikke røber sans for musikkens opgave som formidler af handlingens idé- og stemningsindhold; den samme indstilling havde Knud Lyne Rahbek som gennem mange år forfulgte den musik-dramatiske genre ud fra de samme synspunkter; Rahbek anså den for "en ødelæggende Gift, der ikke blot myrder vor Skueplads, men der anstikker vor National-Chaerakter". Ifølge Schepelern var den eneste der i de år offentligt gav udtryk for en dybere forståelse af operakunstens væsen, lægen og kritikeren professor Johan Clemens Tode (1736-1806) der foreholdt Rosenstand at den måtte bedømmes ud fra sine egne forudsætninger og ikke som en på forhånd mislykket form for skuespil. For Schepelern leder det tanken hen på den senere betegnelse Gesamtkunstwerk.